# ローレンス・シャー
ローレンス・シャー（Lawrence Sher、1970年2月4日 - ）は、アメリカ合衆国の撮影監督、映画プロデューサーである。

## 人物
『終わりで始まりの4日間』、『ハングオーバー! 消えた花ムコと史上最悪の二日酔い』などの撮影で知られる。
ニュージャージー州ティーネック出身である。

## フィルモグラフィ
- The Return of Wes Lauren (1992) 短編映画、撮影
- Captain Jack (1995) 製作・撮影
- シャークアタック Shark Attack (1999) テレビ映画、撮影
- ハード・トゥ・ダイ A Better Way to Die (2000) 撮影
- Kissingジェシカ Kissing Jessica Stein (2001) 撮影
- 恋のハッピー・ゲーム The Facts of Life Reunion (2001) テレビ映画、撮影
- 72時間 Emmett's Mark (2002) 撮影
- 終わりで始まりの4日間 Garden State (2004) 撮影
- ミステリー・ツアー Club Dread (2004) 撮影
- デュークス・オブ・ハザード The Dukes of Hazzard (2005) 撮影
- 40オトコの恋愛事情 Dan in Real Life (2007) 撮影
- 40男のバージンロード I Love You, Man (2009) 撮影
- ハングオーバー! 消えた花ムコと史上最悪の二日酔い The Hangover (2009) 撮影
- デュー・デート 〜出産まであと5日!史上最悪のアメリカ横断〜 Due Date (2010) 撮影
- 宇宙人ポール Paul (2011) 撮影
- ハングオーバー!! 史上最悪の二日酔い、国境を越える The Hangover Part II (2011) 撮影
- ビッグ・ボーイズ しあわせの鳥を探して The Big Year（2011）撮影
- ディクテーター 身元不明でニューヨーク The Dictator (2012) 撮影
- ハングオーバー!!! 最後の反省会 The Hangover Part III (2013) 撮影
- WISH I WAS HERE/僕らのいる場所 Wish I Was Here (2014) 撮影
- ウォー・ドッグス War Dogs (2016) 撮影
- ゴジラ キング・オブ・モンスターズ Godzilla: King of the Monsters（2019）撮影
- ジョーカー Joker (2019) 撮影
- ムクドリ The Starling (2021) 撮影
- ジョーカー:フォリ・ア・ドゥ Joker: Folie à Deux (2024)撮影